# Sisoridae

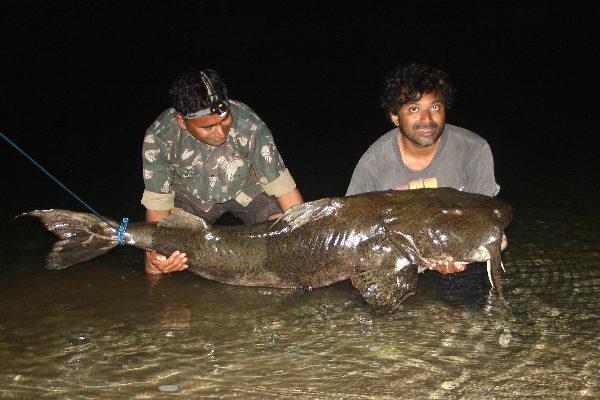
Bagarius yarrelli

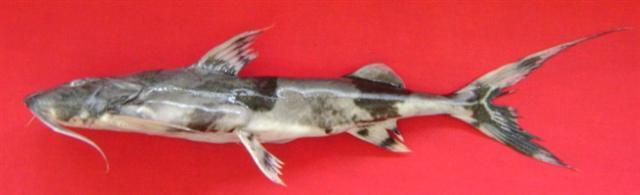
Bagarius bagarius

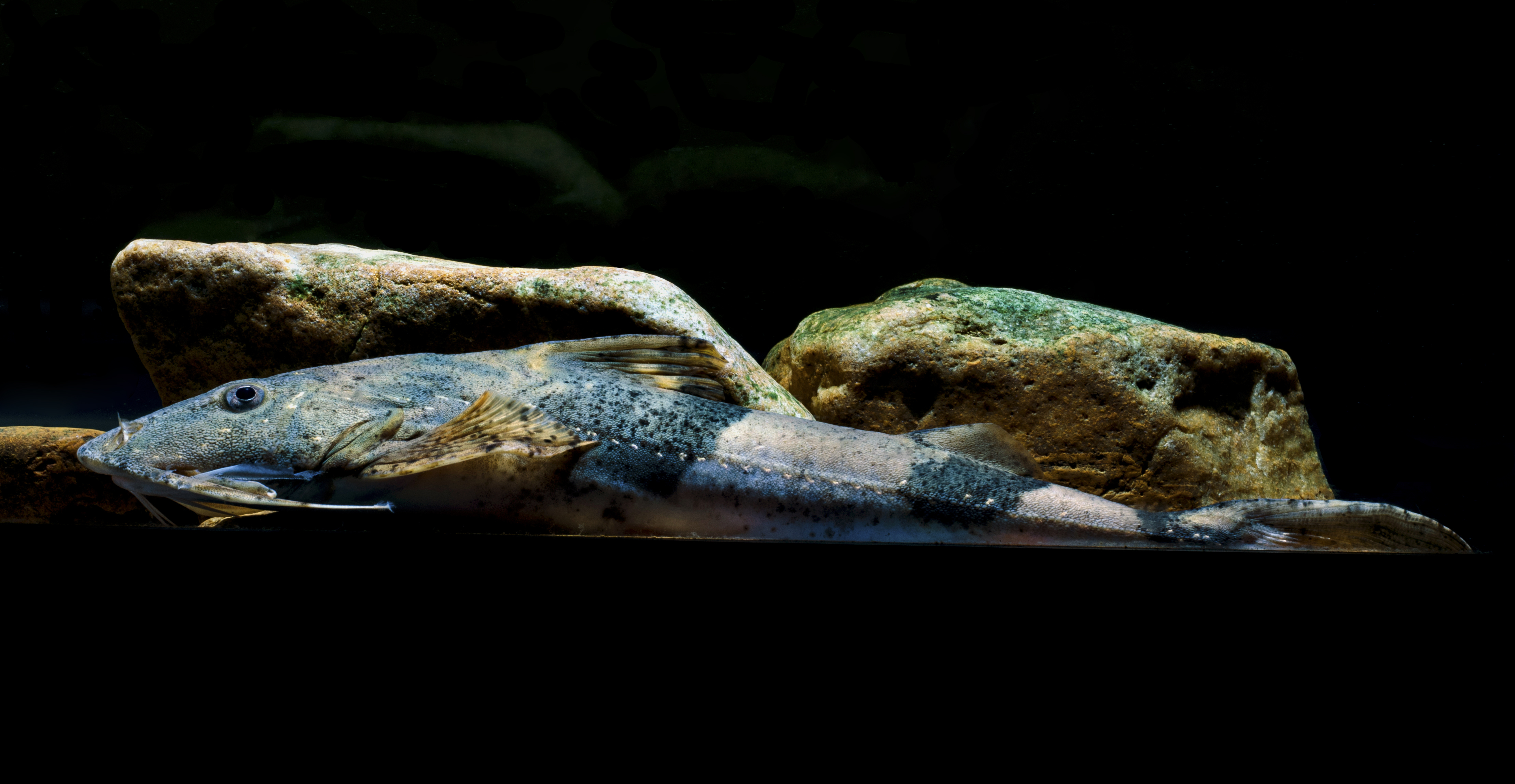
Bagarius rutilus

Sisoridae è una famiglia di pesci ossei d'acqua dolce appartenente all'ordine Siluriformes.

## Distribuzione e habitat
La famiglia è endemica dell'Asia centromeridionale ad ovest fino alla Turchia anatolica. La maggior parte delle specie vive in Asia sudorientale tropicale. In maggioranza vivono in fiumi montani a corrente impetuosa.

## Descrizione
I Sisoridae sono dotati di 4 paia di barbigli (tranne il genere Sisor) e in molte specie è presente un organo adesivo a ventosa nella regione toracica. La pinna dorsale ha base breve e può avere un robusto raggio spiniforme, la pinna adiposa è di solito grande e talvolta unita alla pinna caudale; in Sisor è invece rudimentale.
La maggior parte delle specie non supera i 15 cm di lunghezza, alcune specie del genere Bagarius possono invece raggiungere i 2 metri di lunghezza.